# Gaspar Fraga
Gaspar Fraga González (Salamanca, 3 de abril de 1944-Barcelona, 17 de octubre de 2009) fue un periodista y editor español, promotor cultural y defensor de la legalización de las drogas. Fue el fundador de la revista Cáñamo.

## Trayectoria
Estudió Filosofía en el centro de educación de la Sorbona y participó en las revueltas de Mayo de 1968 en París (Francia). Poco tiempo después, se instaló en Marruecos, donde estuvo viviendo como un hippie y conoció a fondo la cultura del hachís y el cannabis. De regreso a España, durante los años 70, fundó la editorial Rock Comix, donde publicó las biografías de músicos entonces underground como Frank Zappa, The Rolling Stones y Lou Reed, con ilustraciones del pintor Nazario Luque.
Defensor de la cultura del cannabis, fue uno de los fundadores de la Asociación Ramón Santos de Estudios sobre el Cannabis (ARSEC), pionera en la defensa del cannabis en España. Mediante el movimiento asociativo buscó la legalización del cultivo del cannabis para consumo personal, planteando un pulso judicial a la Fiscalía General del Estado, el Tribunal Constitucional y el Tribunal Europeo de Derechos Humanos de Estrasburgo.
En 1997, fundó la revista Cáñamo, que inicialmente era bimestral. En ella participaron destacados autores a favor de la legalización como fueron Antonio Escohotado, Jonathan Ott, Alexander Shulguin, Albert Hofmann, Doctor Josep María Fericgla, Jean-Pierre, Galard Alain Labrousse y Christian Rätsch. La revista, que fue apoyada por muchos anunciantes de la industria del cultivo en invernadero, tuvo bastante éxito y fue pionera de este tipo de publicaciones. También generó una opinión pública a favor de la legalización del cáñamo y de otras drogas prohibidas.